# ريان مور (فارس)
ريان مور (بالإنجليزية: Ryan Moore)‏ هو فارس بريطاني، ولد في 18 سبتمبر 1983 في برايتون في المملكة المتحدة.